# عمرآباد (مقاطعة فامنين)
عمرآباد (بالفارسية: عمرآباد) هي قرية تقع في قسم بيشخور الريفي (مقاطعة فامنين) في إيران. يقدر عدد سكانها بـ 112 نسمة بحسب إحصاء 2016.